# Des jeunes filles dans la nuit
Pour plus de détails, voir Fiche technique et Distribution.
Des jeunes filles dans la nuit est un film français de René Le Hénaff sorti en 1943.

## Synopsis
Six jeunes filles pensionnaires rentrent chez elles à l'improviste après que leur collège a été détruit par un incendie. Leur présence ainsi inattendue suscite des réactions mélodramatiques.

## Fiche technique
- Titre : Des jeunes filles dans la nuit
- Réalisation : René Le Hénaff
- Scénario et dialogues : Yves Mirande
- Musique : René Sylviano
- Photographie : Jean Bachelet
- Montage : René Le Hénaff
- Musique : René Sylviano
- Décors : Jacques Colombier
- Société de production :  Compagnie Commerciale Française Cinématographique (CCFC)
- Pays d'origine :  France
- Format :  Noir et blanc - 1,37:1 - 35 mm - Son mono
- Genre : Comédie dramatique, Mélodrame
- Durée : 100 minutes
- Date de sortie : 
  - France : 14 avril 1943

## Distribution
- Renée Faure : Mademoiselle Barfleur
- Fernand Ledoux : Auguste
- Denise Grey : la mère d'Andrée
- Gaby Morlay : Madame de Saint-André
- Élina Labourdette : Germaine
- Yves Deniaud : le client de la voyante
- Sophie Desmarets : Louise
- Pierre Larquey : Anatole Bonnefous
- Huguette Duflos : l'actrice
- Rosine Luguet : Georgette
- Louise Carletti : Yvonne
- Pierre Mingand : Veyrier
- Marguerite Pierry : Madame Bonnefous
- Louis Seigner
- André Varennes
- Henri Delivry
- Noëlle Norman
- Robert Favart
- Jacques Charon
- Camille Guérini
- Luce Fabiole
- Marguerite de Morlaye
- René Lacourt
- Albert Malbert
- Maurice Salabert
- Georges Spanelly
- Georgette Tissier
- Eugène Yvernes
- Pierre Darteuil
- Cécilia Paroldi